# Phaonia mysticoides
Phaonia mysticoides är en tvåvingeart som beskrevs av Ma et Wang 1980. Phaonia mysticoides ingår i släktet Phaonia och familjen husflugor. Inga underarter finns listade i Catalogue of Life.